# Baronía de la Daya

Escudo de Daya Nueva y Daya Vieja, de donde fueron Señores, la familia Masquefa.

La Baronía de la Daya es un título nobiliario español creado el 18 de marzo de 1566 por el rey Felipe II a favor de Jaime de Masquefa, Noble del Reino de Valencia.
El Título fue rehabilitado en 1917 por el rey Alfonso XIII, a favor de José María de Arróspide y Álvarez, III Duque de Castro-Enríquez, XI Conde de Plasencia, etc..
Su denominación hace referencia a la localidad de "Las Dayas", (Daya Nueva y Daya Vieja), en la provincia de Alicante, Comunidad Valenciana.

## Barones de la Daya
|                                 | Titular                                               | Periodo                       |
| Otorgado por el rey Felipe II   | Otorgado por el rey Felipe II                         | Otorgado por el rey Felipe II |
| ------------------------------- | ----------------------------------------------------- | ----------------------------- |
| I                               | Jaime Masquefa el Moderno.                            | (1566 - )                     |
| II                              | Juan Masquefa y Rocafull.                             |                               |
| III                             | Isabel Ana Masquefa y Rocafull.                       |                               |
| IV                              | Francisco Boil Masquefa.                              |                               |
| V                               | Mosén Salvador Masquefa y Boil.                       |                               |
| VI                              | Ramón de Rocafull y Puixmarín.                        |                               |
| VII                             | María de Rocafull y Boil.                             |                               |
| VIII                            | Giner Rabasa de Perellós y Pardo de la Casta.         | (1720 - 1735)                 |
| IX                              | Giner Rabasa de Perellós y Lanuza de Gilabert.        | (1735 - 1765)                 |
| X                               | Giner Francisco Rabasa de Perellós y Lanuza.          | (1765 - 1820)                 |
| XI                              | Giner María del Rosario Rabasa de Perellós y Palafox. | (1820 - 1843)                 |
| Rehabilitación por Alfonso XIII |                                                       |                               |
| XII                             | José María de Arróspide y Álvarez.                    | (1917) - 1936/39)             |
| XIII                            | María del Pilar de Arróspide y Arróspide.             | (1951 - )                     |
| XIV                             | Carlos Dolz de Espejo y de Arróspide.                 | (1993 - actual titular)       |

## Historia de los Barones de la Daya
- Jaime Masquefa, I Barón de la Daya.

Rehabilitación en 1917 por:
- José María de Arróspide y Álvarez (n. en 1877), Barón de la Daya, III duque de Castro-Enríquez, XI conde de Plasencia, XVIII vizconde de Rueda (por rehabilitación a su favor en 1917), XII vizconde de Perellós (rehabilitado a su favor en 1917), barón de Bétera (por rehabilitación a su favor en 1917).

1. Casó con María de los Dolores de Arróspide y Ruiz del Burgo.

Tuvieron por hijos a:
1. María del Carmen de Arróspide y Arróspide, XIX vizcondesa de Rueda. Casó con José de Silva y Goyeneche.
2. María de los Dolores de Arróspide y Arróspide, XIII vizcondesa de Perellós. Casó con Francisco Patiño y Fernández-Durán, XIV Conde de Guaro, a quienes sucedió su hijo José Luis Patiño y Arróspide, XV conde de Guaro y XIV vizconde de Perellós.
3. María del Dulce Nombre de Arróspide y Arróspide, Baronesa de Bétera. Casó con Buenaventura Patiño y Fernández-Durán.
4. María del Pilar de Arróspide y Arróspide, Baronesa de la Daya. Casó con Carlos Doiz de Espejo y González de la Riva.
5. Francisco de Arróspide y Arróspide, IV duque de Castro-Enríquez, XII conde de Plasencia. Casó con María del Carmen Valera y Ramírez de Saavedra.

Le sucedió su hija:
- María del Pilar de Arróspide y Arróspide, Baronesa de la Daya.

1. Casó con Carlos Doiz de Espejo y González de la Riva. Le sucedió su hijo:

- Carlos Doiz de Espejo y de Arróspide, Barón de la Daya. Actual titular.